# Molló
Molló è un comune spagnolo di 334 abitanti situato nella comunità autonoma della Catalogna.